# نجمة سباعية
في الهندسة الرياضية النجمة السباعية (بالإنكليزية: heptagram) هي مضلع نجمي له سبعة رؤوس.

## استخداماته

علم أستراليا

علم الأردن

- استخدمت النجمة السباعية في المسيحية لترمز إلى أيام الخلق السبعة، أو إلى صد الشر.
- يضم علم أستراليا من اليمين أربع نجوم سباعية ونجمة خماسية لتدل على كوكبة صليب الجنوب، وتضم نجمة سباعية أخرى كبيرة على اليسار تمثل ولايات ومناطق أستراليا السبعة.
- علم الأردن يحتوي على نجمة سباعية من نوع 7/3.